# François Turner
 (septembre 2021).
Si vous disposez d'ouvrages ou d'articles de référence ou si vous connaissez des sites web de qualité traitant du thème abordé ici, merci de compléter l'article en donnant les références utiles à sa vérifiabilité et en les liant à la section « Notes et références ».
François Turner, né en 1955, est un poète et traducteur français.
Il a travaillé principalement à une œuvre poétique minimaliste par sa forme (mots seuls se répondant, syntaxe commune absente) jusqu'à l'écriture de Bacchus, poème d'amour sans fins d'amours, publié en 2007.
Parallèlement, François Turner est traducteur de Pétrarque, Luis de Góngora, Guillaume d'Aquitaine, Friedrich Hölderlin. Il est également traducteur et exégète, en collaboration avec Jean Bollack, de la poésie de Paul Celan.

## Poésie
- Génie, Les 4 fils, 1980
- Poème 1-10, Vallongues, 1990
- Poème 11-20, Vallongues, 1992
- Poème 86, Vallongues, 1993
- A Paul Celan, Vallongues, 1996
- Ni les ormes, Vallongues, 1996
- Bacchus, Comp'Act, Coll. Au Carré, 2007
- Vivre est rêve, Le Lavoir Saint-Martin, 2012
- J'embrasse une bouche qui parle, Vallongues, 2012

## Traductions
- Poèmes de la folie de Hölderlin, Vallongues, 1994
- Mnémosyne, En adorable bleu, Souvenir suivi de L'Isther de Hölderlin, Vallongues, 1994
- Canzone de Pétraque, Vallongues, 1995
- Les Sonnets de Luis de Gongora, Imprimerie Nationale, 1998
- La Fugue de la Mort de Paul Celan, Vallongues, 2000
- La Fable de Polyphème et Galatée de Luis de Góngora, Vallongues, 2000
- Sextine de Pétrarque, Vallongues, 2000
- Trouver clair, trouver obsur, Anthologie de la poésie des Troubadours, Monique Frénaud, 2001
- Poésies complètes de Guillaume d'Aquitaine, Vallongues, 2002
- Le Corbeau, Six poèmes d'Edgar Allan Poe, Vallongues, 2003
- Madrigaux, Ballades de Pétrarque, Vallongues, 2004
- Conversation dans la montagne de Paul Celan, Le Lavoir Saint-Martin, 2011
- Sonnets de Pic de la Mirandole, Le Lavoir Saint-Martin, 2012
- Sextines suivi de Madrigaux de Pétrarque, préf. J.-Ch. Vegliante, Le Lavoir Saint-Martin, 2012
- Ode au rossignol de John Keats, Le Lavoir Saint-Martin, 2013
- Ode à la mélancolie de John Keats, préface de Salah Stétié, Le Lavoir Saint-Martin, 2014

## Essai
- Sur un poème de Salah Stétié : L'Uræus, Éditions de la Nerthe, 2015